# 新雪丽
新雪丽是一种合成纤维，用于衣物的绝热。1979年由美国3M公司推出，1988年进入民用市场。 

## 技术
新雪丽纤维直径15微米（0.00059英寸）。 在保温的同时，细小的微气室形成毛细作用允许水气透过。吸水量是自重的1%，在潮湿的环境中仍能保暖。热阻R值对于80克重纤维为1.6，对于200克重纤维为2.9。 保暖性是绒羽的1.5倍，是其它高度松软保温材料（high-loft insulation materials）的两倍。
新雪丽的成分包括腈纶、聚丙烯、聚对苯二甲酸乙二酯。